# Léon Babonneix
Léon, Pierre, Paul, Yves Babonneix, né le 29 juin 1876, à Aubusson et mort le 6 mars 1942 à Alleyrat, est un pédiatre français.

## Biographie
Originaire de la Creuse, fils d’un professeur d’université, Léon Babonneix est reçu au concours d’internat en 1898. Élève notamment de Maurice Letulle, Émile Sergent, Joseph Grancher, c'est Victor Hutinel qui l’oriente vers la pédiatrie, docteur en médecine en 1904.
Chef de clinique des maladies infantiles en 1907, médecin des hôpitaux en 1912, il dirige un important service d’enfants de l’hôpital Saint-Louis à partir de 1929. Ses recherches se concentrent sur la neurologie infantile, sur les cirrhoses tuberculeuses et cardio-tuberculeuses, sur la tétanie infantile et les anémies pernicieuses de l’enfant.
Codirecteur avec Émile Sergent et Louis Ribadeau-Dumas du Traité de Pathologie médicale, rédacteur en chef de la Gazette des hôpitaux.

## Œuvres et publications
- Chorée de Sydenham, 1924.
- Syphilis héréditaire du système nerveux, 1929.
- Les maladies des enfants, 1930,
- Thérapeutique infantile, Paris, Masson, 1932, 508 p.
- Actualités infantiles, 1932.
- Les régimes chez l’enfant, Paris, Masson, 1936, 607 p

### En collaboration
- Babonneix Léon, Gy Abel, Rathery François Edme, Debove Georges Maurice, Manuel des maladies de la nutrition, Paris, Masson et cie, 1912, 1082 p.
- Pierre Nobécourt, Conseils pratiques d'hygiène infantile, publiés sous la direction du Dr Nobécourt, avec la collaboration de MM. le Dr Babonneix, le Dr Darré, le Dr Paisseau, le Dr Prosper Merklen, le Dr Roger Voisin, le Dr Léon Tixier, Paris, J.-B. Baillière, 1914, 370 p. (lire en ligne).
- Lemoine Georges, Rathery Francis, Sergent Émile, Ribadeau-Dumas Louis, Babonneix Léon, Traité de pathologie médicale et de thérapeutique appliquée. Tome XXVII Hygiène et Régimes, Paris, N. Maloine, 1921, 590 p.
- Pierre Nobécourt, Léon Babonneix, Les enfants et les jeunes gens anormaux, Paris, Masson, 1939.

## Distinctions et reconnaissance
- Officier de la Légion d'honneur
- Croix de guerre 1914–1918, étoile de bronze, 1915.

- Médaille d'or de l'internat en 1903;

### Sociétés savantes
- Membre de l’Académie de médecine en 1939, Membre de la Société de biologie, président de la Société de pédiatrie, de la Société de neurologie et de la Société de thérapeutique.